# Zeitungszeugen
Zeitungszeugen ist eine gedruckte Sammeledition, die die Presselandschaft in Deutschland zur Zeit des Nationalsozialismus darstellt. Kern jeder Ausgabe sind thematisch gebündelte Nachdrucke von jeweils zwei bis vier Zeitungen aus der NS-Zeit. Über die Edition brachen bald nach Erscheinen der ersten Ausgabe öffentliche Kontroversen und Rechtsstreitigkeiten aus.
Die Ausgaben erschienen donnerstags, die erste am 7. Januar 2009, die letzte am 16. Dezember 2010. Die Reihe wurde von dem Londoner Verlagshaus Albertas Limited produziert. Wunsch und Ziel des britischen Verlegers und Historikers Peter McGee war es, dass die Leser anlässlich des Gedenkjahres 2009 – 70 Jahre Ausbruch des Zweiten Weltkrieges, 60 Jahre Gründung der Bundesrepublik Deutschland, 20 Jahre Mauerfall – einen historisch fundierten Blick auf die Medienlandschaft von 1933 bis 1945 werfen.
Ab dem 12. Januar 2012 erschien jeden Donnerstag eine zweite Auflage mit erweitertem Kommentar- und Analyseteil. Der Großteil der enthaltenen Nachdrucke glich jedoch denen der ersten Edition. Es waren aber keine großformatigen Poster mehr beigelegt, sondern diese wurden in verkleinerter Form abgedruckt und besprochen. Die zweite Auflage wurde am 28. Februar 2013 nach 60 Ausgaben abgeschlossen.

## Inhalt und Aufmachung
Die Startauflage betrug 300.000 Exemplare. Statt zunächst 51 geplanten Ausgaben erschienen schließlich 96. Jede Ausgabe bestand aus dem Innenteil, in dem die historischen Zeitungsseiten als Faksimile abgedruckt waren, und dem äußeren Mantelteil, der die kommentierte Einordnung des Materials durch Historiker in den geschichtlichen Zusammenhang enthielt; außerdem lag ein Nachdruck eines Plakates oder Dokumentes bei.
| Wissenschaftliche Beratung von Zeitungszeugen |
| --------------------------------------------- |
| Wolfgang Benz                                 |
| Peter Longerich                               |
| Horst Pöttker                                 |
| Gerhard Botz                                  |
| Hans Mommsen                                  |
| Sönke Neitzel                                 |
| Frank Bajohr                                  |
| Barbara Distel                                |
| Dieter Pohl                                   |
| Gabriele Toepser-Ziegert                      |

Renommierte Historiker und Journalismus-Forscher haben die Redaktion wissenschaftlich beraten. Chefredakteurin war Sandra Paweronschitz vom Wiener Ludwig Boltzmann Institut für Historische Sozialwissenschaft. Das Verlagshaus hatte Editionen in ähnlich beschaffener Form bereits in Belgien und den Niederlanden („De Oorlogskranten“, 1994/95), Dänemark („Krigsaviserne“, 1998/99), Norwegen („Krigsaviserne“, 2000/01), Finnland („Sodan Lehdet“, 2001/02), Griechenland („Πολεμικός Τύπος“, 2003/04), Spanien („Diarios de la Guerra“, 2006/07) und Österreich („NachRichten“, 2008/09) herausgebracht.

## Vorläufer
Bereits in den Jahren 1973 und 1974 gab es eine ähnliche Reihe, die unter dem Titel Zeitungen als Dokumente vertrieben wurde. Innerhalb dieser Reihe erschienen 16 Ausgaben (15 fortlaufend nummeriert, eine als Sonderausgabe zur Fußball-Weltmeisterschaft 1974) aus dem Zeitraum 1914 (Ausbruch des Ersten Weltkrieges) bis 1954 (Fußball-Weltmeisterschaft in der Schweiz). Die Reihe erschien im Orbis Verlag für Publizistik, Hamburg. Die Aufmachung ähnelt auffällig der von Zeitungszeugen. Auch hier wurde in einem Mantel jeweils ein Nachdruck einer historischen Zeitung eingebracht. Ursprünglich war die Kommentierung auf vier Seiten begrenzt, wurde jedoch ab der 11. Ausgabe auf acht Seiten ausgedehnt. Die Veröffentlichung behandelte vornehmlich Themen aus der Zeit des Nationalsozialismus. 1973 erteilte das bayerische Finanzministerium dem zur Bertelsmann-Gruppe zählenden Orbis Verlag eine Genehmigung zum Nachdruck des Völkischen Beobachters. Das öffentliche Interesse an der Reihe war jedoch gering. Nach Anfangserfolgen sank die Auflage rasch, und der Verkaufspreis wurde erhöht.
Als das Münchner Institut für Zeitgeschichte (IfZ) vor einigen Jahren eine komplette Digitalisierung des Völkischen Beobachters erwog, um die Zeitung der Forschung zugänglich zu machen, verbot das bayerische Finanzministerium eine derartige Veröffentlichung. Der stellvertretende Direktor des IfZ, Udo Wengst, kritisierte die Verhinderung wissenschaftlicher Editionen durch die bayerische Staatsregierung, jedoch auch den Nachdruck von NS-Zeitungen für ein breites Publikum: „Und ein Hitler-Plakat als Beilage dient sicherlich – wenn der historische Kontext fehlt – nicht der politischen Aufklärung.“ Auch dem bayerischen Einspruch zum Opfer fielen wissenschaftlich kommentierte Editionen von Adolf Hitlers Mein Kampf. Kritik an der Regierungshaltung führt an, dass das Buch „in Neonazi-Kreisen so den Status eines ‚verbotenen Buches‘“ genieße und „die Minderwertigkeit dieses Buches“ gleichzeitig „nicht wissenschaftlich dokumentiert werden“ könne.

## Kritik
Vertreter jüdischer Gemeinden in Deutschland äußerten sich bei Anlaufen des Projekts gemäßigt kritisch und meldeten sowohl Bedenken ob des publizierten Inhalts als auch hinsichtlich der Art und Weise der Präsentation des Materials an, so unter anderem auch die Präsidentin des Zentralrats der Juden in Deutschland, Charlotte Knobloch. Seitens des Zentralrats der Juden werden nun rechtliche Schritte gegen Zeitungszeugen unterstützt, da befürchtet wird, dass die Zeitung einem rechtsradikalen Publikum eine neue Plattform gebe.
Die Chefredakteurin Sandra Paweronschitz lehnte die Kritik ab:

„Aber mit dem Verbot wird der Zeitung der Mantel des Gefährlichen und des Bösen umgehängt und gerade das macht es doch erst attraktiv für die Gruppen, die wir nicht ansprechen wollen. […] Ich glaube nicht, dass es die Intention des bayerischen Finanzministeriums war, dass wir jetzt ausverkauft sind.“

### Urheberrechtsstreit
Das Bayerische Staatsministerium der Finanzen untersagte der Zeitschrift den Nachdruck von Publikationen aus dem Haus des Franz-Eher-Verlags, dessen Vermögen und Lizenzrechte nach Ende des Zweiten Weltkrieges auf den Freistaat Bayern übergingen und heute von dessen Finanzministerium verwaltet werden. Die Exemplare der bereits veröffentlichten ersten Ausgabe, die Material der historischen Zeitungen des Franz-Eher-Verlags enthalten, sollen nach Willen des Ministeriums eingezogen werden. Die wirksame Übertragbarkeit von Urheberrechten ist jedoch umstritten. In einem Memorandum kritisierten acht der zehn wissenschaftlichen Berater des Projekts das Vorgehen der bayerischen Behörden:

„Aufklärung über die Verbrechen des Nationalsozialismus und die Voraussetzungen für diese Bewegung ist ohne fundierte Analyse der Original-Dokumente nicht möglich. […] Dies[es Verbot] ist ein höchst ungeschickter Beitrag zur Mystifizierung und Überhöhung der NS-Propaganda.“

Nach Erscheinen der zweiten Ausgabe, welche Nachdrucke des sozialdemokratischen Vorwärts, der liberalen Vossischen Zeitung sowie des NSDAP-Parteiorgans Völkischer Beobachter zum Reichstagsbrand enthält, kündigte das bayerische Finanzministerium Strafanzeige an, „ein Ermittlungsverfahren wegen des Verwendens von Kennzeichen verfassungswidriger Organisationen“ werde eingeleitet. Weiter werde gegen den Verlag McGees zivilrechtlich vorgegangen, um „künftige Nachdrucke der NS-Hetzpresse zu verhindern“. McGee hingegen hält es für „völlig unklar, ob dem Freistaat die ausschließlichen urheberrechtlichen Nutzungsrechte an den NS-Blättern ‚Angriff‘ oder dem ‚Völkischen Beobachter‘ jemals zugestanden haben“.
Zivilrechtlicher Ansatzpunkt hätte für den Freistaat Bayern die Rechtsnachfolge gegenüber Hitler oder gegenüber dem Eher-Verlag (in dessen eigene oder von Herausgebern bzw. Verfassern abgeleitete Rechte) sein können. Jedoch wurden Unterlassungsansprüche des Freistaats Bayern von den Gerichten weitgehend verneint:
- Die als Herausgeber Genannten (insbesondere Hitler) haben die herausgeberische Leistung nicht selbst erbracht und somit kein Sammelwerk-Urheberrecht (LUG § 4 Satz 1) erworben. Dasselbe gilt wohl für die Schriftleiter; außerdem sind sie nicht ausdrücklich als Herausgeber genannt. Schließlich ist nicht nachweisbar, dass diese Personen dem Eher-Verlag Rechte übertragen bzw. eingeräumt haben.
- Ein eigenes Sammelwerk-Urheberrecht des Eher-Verlags (LUG § 4 Satz 2) als juristischer Person ist 70 Jahre nach der Veröffentlichung erloschen (LUG § 32 i. V. m. UrhG § 132 Satz 2).
- Soweit die einzelnen Beiträge anonym erschienen sind, sind die Urheberrechte ebenfalls 70 Jahre nach der Veröffentlichung erloschen (UrhG § 66 Abs. 1 i. V. m. § 129 Abs. 1). Im Übrigen ist nicht anzunehmen, dass die Verfasser namentlich gekennzeichneter Beiträge in Abweichung von VerlG § 42 Abs. 2 Satz 2 a.F. (heute UrhG § 38 Abs. 3) dem Eher-Verlag längerfristige ausschließliche Rechte übertragen haben.

Soweit allerdings seit Veröffentlichung noch keine 70 Jahre vergangen sind, rechtfertigt das Zitatrecht (UrhG § 51) es nicht, „ein Sammelwerk wie geschehen in Gänze zur Kenntnis der Allgemeinheit zu bringen, ohne dass eine ausreichende wissenschaftliche Auseinandersetzung mit dem Sammelwerk als solchem stattfindet“. Insoweit wurde die Auffassung des Freistaats Bayern bestätigt.
In den Zeitungszeugen-Ausgaben von Januar 2010 wurden zunächst Zeitungen des Jahres 1939 nachgedruckt, für die die Urheberrechte seit dem 1. Januar 2010 nun ebenfalls erloschen sind. In den weiteren Ausgaben, mit denen nach Verlagsangaben „das Ende des Zweiten Weltkriegs und das Ende des Nationalsozialismus“ erreicht werden soll, sind keine Zeitungen mehr enthalten, die von Verlagen der NSDAP veröffentlicht worden sind.

### Strafprozessuale Beschlagnahme
Auf Anordnung des Amtsgerichts München wurden die der zweiten Ausgabe des Heftes beiliegenden Faksimiles des Völkischen Beobachters und des NS-Propaganda-Plakats „Der Reichstag in Flammen“ beschlagnahmt. Die bayerische Justizministerin Beate Merk begründete das Vorgehen mit den Worten: „Die Verbreitung nationalsozialistischer Propaganda wird hier billigend in Kauf genommen. Die Beilagen sind aus dem Mantelteil der Zeitung leicht herausnehmbar. Sie liegen lose bei. Sie können aus dem Zusammenhang gerissen und von Neonazis missbraucht werden“. Dies sei für eine wissenschaftliche Auseinandersetzung nicht notwendig. An die Adresse des Verlags wandte sie sich mit den Worten: „Wer sich trotz eines ausdrücklichen Verbots der Bayerischen Staatsregierung zu einer derartigen Veröffentlichung entschließt, zeigt, dass ihm die nötige Sensibilität im Umgang mit Geschichte und Recht fehlt. Diese ganz bewusste Provokation macht es unvermeidlich, in ein so hohes Gut wie die Pressefreiheit eingreifen zu müssen.“ Am 20. April 2009 entschied die 2. Strafkammer des Landgerichts München, dass weder die Faksimile-Nachdrucke nationalsozialistischer Zeitungen noch das Plakat gegen den § 86a des Strafgesetzbuches (StGB) verstoßen, da die Zeitschrift erkennbar der staatsbürgerlichen Aufklärung diene. Obwohl eine gewisse Gefahr bestehe sei zu „erwarten, dass der durchschnittlich gebildete und geschichtlich interessierte Bürger sich in der gebotenen Distanz weiterbilde[n] und die Zusammenhänge durch die Publikation verstehen“ werde. Das Gesamtkonzept des Projekts würde „ein authentisches Bild von der Vergangenheit geben und so die Presse in der Zeit des Nationalsozialismus möglichst realistisch darstellen“.